# Nascar Grand National Series 1962
Nascar Grand National Series 1962 var den 14:e upplagan av den främsta divisionen av professionell stockcarracing i USA sanktionerad av National Association for Stock Car Auto Racing. Säsongen bestod av 44 race och inleddes redan 5 november 1961 på Concord Speedway i Concord i North Carolina och avslutades 28 oktober 1962 på Atlanta International Raceway i Atlanta i Georgia.
Serien vanns av Joe Weatherly i en Pontiac körande för Bud Moore förutom loppet på Southside Speedway 4 maj där han körde för Fred Harb i en Ford. De två framgångsrikaste bilmärkena var Pontiac med 22 segrar och Chevrolet med 14 segrar.

## Resultat
| Nr      | Datum        | Tävling                    | Bana                                                         | Pole             | Vinnare          | Konstruktör | Start | Rapport |
| ------- | ------------ | -------------------------- | ------------------------------------------------------------ | ---------------- | ---------------- | ----------- | ----- | ------- |
| 1       | 5 november   | Race 1                     | Concord Speedway, Concord, North Carolina                    | Joe Weatherly    | Jack Smith       | Pontiac     | 2     |         |
| 2       | 12 november  | Race 2                     | Asheville-Weaverville Speedway, Weaverville, North Carolina  | Joe Weatherly    | Rex White        | Chevrolet   | 5     |         |
| 3       | 16 februari  | Daytona 500 Qualifier #1   | Daytona International Speedway, Daytona Beach, Florida       | Fireball Roberts | Fireball Roberts | Pontiac     | 1     | Rapport |
| 4       | 16 februari  | Daytona 500 Qualifier #2   | Daytona International Speedway, Daytona Beach, Florida       | Darel Dieringer  | Joe Weatherly    | Pontiac     | 3     | Rapport |
| 5       | 18 februari  | Daytona 500                | Daytona International Speedway, Daytona Beach, Florida       | Fireball Roberts | Fireball Roberts | Pontiac     | 1     | Rapport |
| 6       | 25 februari  | Race 6                     | Concord Speedway, Concord, North Carolina                    | Joe Weatherly    | Joe Weatherly    | Pontiac     | 1     |         |
| 7       | 4 mars       | Race 7                     | Asheville-Weaverville Speedway, Weaverville, North Carolina  | Rex White        | Joe Weatherly    | Pontiac     | 3     |         |
| 8       | 17 mars      | St. Patrick's Day 200      | Savannah Speedway, Savannah, Georgia                         | Rex White        | Jack Smith       | Pontiac     | 4     | Rapport |
| 9       | 18 mars      | Race 9                     | Occoneechee Speedway, Hillsborough, North Carolina           | Joe Weatherly    | Rex White        | Chevrolet   | 3     |         |
| 10      | 1 april      | Richmond 250               | Atlantic Rural Fairgrounds, Richmond, Virginia               | Herman Beam      | Rex White        | Chevrolet   | 20    | Rapport |
| 11      | 13 april     | Arclite 200                | Columbia Speedway, Cayce, South Carolina                     | Joe Weatherly    | Ned Jarrett      | Chevrolet   | 7     | Rapport |
| 12      | 15 april     | Gwyn Staley 400            | North Wilkesboro Speedway, North Wilkesboro North Carolina   | Junior Johnson   | Richard Petty    | Plymouth    | 15    | Rapport |
| 13      | 19 april     | Greenville 200             | Greenville-Pickens Speedway, Easley, South Carolina          | Ned Jarrett      | Ned Jarrett      | Chevrolet   | 1     | Rapport |
| 14      | 21 april     | Race 14                    | Rambi Raceway, Myrtle Beach, South Carolina                  | Ned Jarrett      | Jack Smith       | Pontiac     | 3     |         |
| 15      | 22 april     | Virginia 500               | Martinsville Speedway, Ridgeway, Virginia                    | Fred Lorenzen    | Richard Petty    | Plymouth    | 7     | Rapport |
| 16      | 23 april     | Race 16                    | Bowman Gray Stadium, Winston-Salem, North Carolina           | Rex White        | Rex White        | Chevrolet   | 1     |         |
| 17      | 29 april     | Volunteer 500              | Bristol Motor Speedway, Bristol, Tennessee                   | Fireball Roberts | Bobby Johns      | Pontiac     | 6     | Rapport |
| 18      | 4 maj        | Race 18                    | Southside Speedway, Richmond, Virginia                       | Rex White        | Jimmy Pardue     | Pontiac     | 12    |         |
| 19      | 5 maj        | Hickory 250                | Hickory Motor Speedway, Hickory, North Carolina              | Jack Smith       | Jack Smith       | Pontiac     | 1     | Rapport |
| 20      | 6 maj        | Race 20                    | Concord Speedway, Concord, North Carolina                    | Richard Petty    | Joe Weatherly    | Pontiac     | 7     |         |
| 21      | 12 maj       | Rebel 300                  | Darlington Raceway, Darlington, South Carolina               | Fred Lorenzen    | Nelson Stacy     | Ford        | 3     | Rapport |
| 22      | 19 maj       | Race 22                    | Piedmont Interstate Fairgrounds, Spartanburg, South Carolina | Cotton Owens     | Ned Jarrett      | Chevrolet   | 2     |         |
| 23      | 27 maj       | World 600                  | Charlotte Motor Speedway, Charlotte, North Carolina          | Fireball Roberts | Nelson Stacy     | Ford        | 18    | Rapport |
| 24      | 10 juni      | Atlanta 500                | Atlanta International Raceway, Atlanta, Georgia              | Banjo Matthews   | Fred Lorenzen    | Ford        | 7     | Rapport |
| 25      | 16 juni      | Myers Brothers 200         | Bowman Gray Stadium, Winston-Salem, North Carolina           | Rex White        | Johnny Allen     | Pontiac     | 2     | Rapport |
| 26      | 19 juni      | Race 26                    | Augusta Speedway, Augusta, Georgia                           | Joe Weatherly    | Joe Weatherly    | Pontiac     | 1     |         |
| 27      | 22 juni      | Race 27                    | Southside Speedway, Richmond, Virginia                       | Rex White        | Jim Paschal      | Pontiac     | 3     |         |
| 28      | 23 juni      | Race 28                    | South Boston Speedway, South Boston, Virginia                | Jack Smith       | Rex White        | Chevrolet   | 2     |         |
| 29      | 4 juli       | Firecracker 250            | Daytona International Speedway, Daytona Beach, Florida       | Banjo Matthews   | Fireball Roberts | Pontiac     | 4     | Rapport |
| 30      | 7 juli       | Sandlapper 200             | Columbia Speedway, Cayce, South Carolina                     | Jack Smith       | Rex White        | Chevrolet   | 4     | Rapport |
| 31      | 13 juli      | Race 31                    | New Asheville Speedway, Asheville, North Carolina            | Rex White        | Jack Smith       | Pontiac     | 3     |         |
| 32      | 14 juli      | Pickens 200                | Greenville-Pickens Speedway, Easley, South Carolina          | Rex White        | Richard Petty    | Plymouth    | 4     | Rapport |
| 33      | 17 juli      | Race 33                    | Augusta Speedway, Augusta, Georgia                           | Jack Smith       | Joe Weatherly    | Pontiac     | 4     |         |
| 34      | 20 juli      | Race 34                    | Savannah Speedway, Savannah, Georgia                         | Wendell Scott    | Joe Weatherly    | Pontiac     | 6     |         |
| 35      | 21 juli      | Race 35                    | Rambi Raceway, Myrtle Beach, South Carolina                  | Ned Jarrett      | Ned Jarrett      | Chevrolet   | 1     |         |
| 36      | 29 juli      | Southeastern 500           | Bristol Motor Speedway, Bristol, Tennessee                   | George Green     | Jim Paschal      | Plymouth    | 12    | Rapport |
| 37      | 3 augusti    | Confederate 200            | Boyd Speedway, Ringgold, Georgia                             | Richard Petty    | Joe Weatherly    | Pontiac     | 5     | Rapport |
| 38      | 5 augusti    | Nashville 500              | Music City Motorplex, Nashville, Tennessee                   | Johnny Allen     | Jim Paschal      | Plymouth    | 3     | Rapport |
| 39      | 8 augusti    | Race 39                    | Huntsville Speedway, Huntsville, Alabama                     | Richard Petty    | Richard Petty    | Plymouth    | 1     |         |
| 40      | 12 augusti   | Western North Carolina 500 | Asheville-Weaverville Speedway, Weaverville, North Carolina  | Jack Smith       | Jim Paschal      | Plymouth    | 2     | Rapport |
| 41      | 15 augusti   | Race 41                    | Starkey Speedway, Roanoke, Virginia                          | Jack Smith       | Richard Petty    | Plymouth    | 2     |         |
| 42      | 18 augusti   | International 200          | Bowman Gray Stadium, Winston-Salem, North Carolina           | Jack Smith       | Richard Petty    | Plymouth    | 3     | Rapport |
| 43      | 21 augusti   | Race 43                    | Piedmont Interstate Fairgrounds, Spartanburg, South Carolina | Richard Petty    | Richard Petty    | Plymouth    | 1     |         |
| 44      | 25 augusti   | Race 44                    | Valdosta 75 Speedway, Valdosta, Georgia                      | Richard Petty    | Ned Jarrett      | Chevrolet   | 5     |         |
| 45      | 3 september  | Southern 500               | Darlington Raceway, Darlington, South Carolina               | Fireball Roberts | Larry Frank      | Ford        | 10    | Rapport |
| 46      | 7 september  | Buddy Shuman 250           | Hickory Motor Speedway, Hickory, North Carolina              | Junior Johnson   | Rex White        | Chevrolet   | 3     | Rapport |
| 47      | 9 september  | Capital City 300           | Atlantic Rural Fairgrounds, Richmond, Virginia               | Rex White        | Joe Weatherly    | Pontiac     | 2     | Rapport |
| 48      | 11 september | Race 48                    | Dog Track Speedway, Moyock, North Carolina                   | Ned Jarrett      | Ned Jarrett      | Chevrolet   | 1     |         |
| 49      | 13 september | Race 49                    | Augusta Speedway, Augusta, Georgia                           | Joe Weatherly    | Fred Lorenzen    | Ford        | 4     |         |
| 50      | 23 september | Old Dominion 500           | Martinsville Speedway, Ridgeway, Virginia                    | Fireball Roberts | Nelson Stacy     | Ford        | 3     | Rapport |
| 51      | 30 september | Wilkes 320                 | North Wilkesboro Speedway, North Wilkesboro North Carolina   | Fred Lorenzen    | Richard Petty    | Plymouth    | 5     | Rapport |
| 52      | 14 oktober   | National 400               | Charlotte Motor Speedway, Charlotte, North Carolina          | Fireball Roberts | Junior Johnson   | Pontiac     | 3     | Rapport |
| 53      | 28 oktober   | Dixie 400                  | Atlanta International Raceway, Atlanta, Georgia              | Fireball Roberts | Rex White        | Chevrolet   | 5     | Rapport |
| Källor: |              |                            |                                                              |                  |                  |             |       |         |

## Slutställning
| Plats   | Förare           | Starter | Vinster | Top 5 | Top 10 | Pole | Ledda varv | Prispengar | Poäng | +\-    |
| ------- | ---------------- | ------- | ------- | ----- | ------ | ---- | ---------- | ---------- | ----- | ------ |
| 1       | Joe Weatherly    | 52      | 9       | 39    | 45     | 7    | 737        | $70 742    | 30836 |        |
| 2       | Richard Petty    | 52      | 8       | 32    | 39     | 4    | 1478       | $60 763    | 28440 | –2396  |
| 3       | Ned Jarrett      | 52      | 6       | 19    | 35     | 4    | 1349       | $43 443    | 25336 | –5500  |
| 4       | Jack Smith       | 42      | 5       | 27    | 35     | 7    | 1099       | $34 748    | 22870 | –7966  |
| 5       | Rex White        | 37      | 8       | 27    | 35     | 7    | 1230       | $36 245    | 19424 | –11412 |
| 6       | Jim Paschal      | 39      | 4       | 17    | 24     | 0    | 819        | $27 348    | 18128 | –12708 |
| 7       | Fred Lorenzen    | 19      | 2       | 11    | 12     | 3    | 439        | $46 100    | 17554 | –13282 |
| 8       | Fireball Roberts | 19      | 3       | 9     | 12     | 8    | 960        | $66 151    | 16380 | –14456 |
| 9       | Marvin Panch     | 17      | 0       | 5     | 8      | 0    | 172        | $26 746    | 15138 | –15698 |
| 10      | David Pearson    | 12      | 0       | 1     | 7      | 0    | 280        | $19 031    | 14404 | –16435 |
| 11      | Herman Beam      | 51      | 0       | 0     | 18     | 0    | 0          | $12 571    | 13650 | –17186 |
| 12      | Curtis Crider    | 52      | 0       | 3     | 18     | 0    | 0          | $12 016    | 13050 | –17786 |
| 13      | Buck Baker       | 37      | 0       | 6     | 14     | 0    | 18         | $12 786    | 12838 | –17998 |
| 14      | Larry Frank      | 19      | 1       | 2     | 8      | 0    | 85         | $32 986    | 12814 | –18022 |
| 15      | Bob Welborn      | 25      | 0       | 5     | 12     | 0    | 0          | $10346     | 12368 | –18468 |
| Källor: |                  |         |         |       |        |      |            |            |       |        |

- Notering: Endast de femton främsta förarna redovisas.